# Sproget og ordet
 Der er for få eller ingen kildehenvisninger i denne artikel, hvilket er et problem. Du kan hjælpe ved at angive troværdige kilder til de påstande, som fremføres i artiklen.

Sproget og ordet er en samling foredrag af Martin Heidegger oversat til dansk af Kasper Nefer Olsen. Samlingen blev udgivet på Hans Reitzels forlag i 2000 og fylder 98 sider.
Foredragene er nært beslægtede med Heideggers teknologikritik i Spørgsmålet om teknikken.

## Indhold
- "Sproget" (1950)
- "Tænke, bygge, bo" (1951; Bauen Wohnen Denken)
- ”… digterisk bor mennesket …” (1951; Dichterisch wohnet der Mensch …)
- ”Ordet” (1958)

Martin Heideggers to nøgletekster om at bo, Bauen Wohnen Denken og Dichterisch wohnet der Mensch …, findes i "Vortraege und Aufsaetze" fra 1954.

## Anmeldelser
- At være menneskelig er at være dødelig er at bo af Rune Lykkeberg i Dagbladet Information